# 창원시 (선거구)
창원시는 대한민국의 옛 국회의원 선거구이다. 당시 경상남도 창원시 지역을 관할했다.

## 역사
제13대 국회의원 선거를 앞두고 창원시·진해시·의창군 선거구에서 분리되면서 신설되었다.
제14대 국회의원 선거를 앞두고 창원시 갑 선거구와 창원시 을 선거구로 분리되면서 폐지되었다.

## 역대 국회의원
| 선거   | 정당 | 정당       | 의원   |
| ------ | ---- | ---------- | ------ |
| 1988년 |      | 통일민주당 | 황낙주 |

## 역대 선거 결과

### 대한민국 제13대 국회의원 선거
|  | 35.63% |

|  | 32.19% |

|  | 23.52% |

|  | 2.65% |

|  | 2.64% |

|  | 1.85% |

|  | 1.48% |